# Timlat
Timlat (en rus: Тымлат) és un poble del krai de Kamtxatka, a Rússia, que el 2021 tenia 486 habitants. Pertany al districte d'Ossora.